# Etoile Filante

Etoile Filante de Lomé je togoanski profesionalni nogometni klubi iz Lomea.

## Naslovi
- Togoanska prva liga
  - Prvaci:1961., 1962., 1964., 1965., 1967., 1968., 1992.

- Togoanski kup
  - Prvaci:1961., 1994.
  - Finalisti:1996.

- Afrička liga prvaka
  - Finalsiti:1968.